# Polycarpaea guardafuiensis
Polycarpaea guardafuiensis är en nejlikväxtart som beskrevs av Michael George Gilbert. Polycarpaea guardafuiensis ingår i släktet Polycarpaea och familjen nejlikväxter. Inga underarter finns listade i Catalogue of Life.